# Lokomotiw Kaługa
Lokomotiw Kaługa (ros. Футбольный клуб «Локомотив» Калуга, Futbolnyj Kłub "Łokomotiw" Kaługa) – rosyjski klub piłkarski z siedzibą w Kaługie.

## Historia
Chronologia nazw:
- 1936—1982: Lokomotiw Kaługa (ros. «Локомотив» Калуга)
- 1996: Smiena-PRMZ Kaługa (ros. «Смена»-ПРМЗ Калуга)
- 1997—...: Lokomotiw Kaługa (ros. «Локомотив» Калуга)

Piłkarska drużyna Lokomotiw została założona w mieście Kaługa w 1936.
W 1965 zespół debiutował w Klasie B, rosyjskiej strefie 1 Mistrzostw ZSRR. W 1966 zajął pierwsze miejsce w grupie oraz w turnieju finałowym i awansował do Drugiej Grupy A, podgrupy 2.
W 1970 po kolejnej reorganizacji systemu lig spadł do Drugiej Ligi, strefy 2, w której występował do 1982. Po sezonie 1982 klub został rozformowany a jego miejsce zajął klub Zaria Kaługa.
Dopiero w 1996 pod nazwą Smiena-PRMZ Kaługa został odrodzony i startował w Mistrzostwach Rosji spośród drużyn kultury fizycznej. PRMZ oznacza Kolejowy Remontowo-Mechaniczny Zakład (ros. ПРМЗ - путевой ремонтно-механический завод).
W następnym 1997 przywrócił nazwę Lokomotiw Kaługa i debiutował w Drugiej Dywizji, strefie Centralnej Mistrzostw Rosji, w której występował do 2006. Jednak w następnym sezonie zrezygnował z dalszych występów i został pozbawiony statusu klubu profesjonalnego.
Obecnie występuje w mistrzostwach miasta.

## Sukcesy
- 13 miejsce w Drugiej Grupie A ZSRR, podgrupie 1:

1968
- 1/32 finału Pucharu ZSRR:

1969
- 7 miejsce w Rosyjskiej Drugiej Dywizji, strefie Centralnej:

2001
- 1/16 finału Pucharu Rosji:

2001/02

## Inne
- Dinamo Kaługa
- MiK Kaługa
- Sputnik Kaługa
- Turbostroitiel Kaługa
- Zaria Kaługa